# منظمة مكافحة العمى
منظمة مكافحة العمى (بالإنجليزية: Foundation Fighting Blindness)‏ هو الاسم الجديد لمؤسسة "National Retinitis Pigmentosa" التي تأسست في عام 1971 من طرف جوردن ولولي غاند، بيرنارد وبيفيرلي بيرمان، ومؤسسين آخرين عملوا على الوصول لعلاج أمراض انتكاس شبكية العين في وقت كان القليل من الناس يعرف عن هذا النوع من الأمراض.

## مهمة المنظمة
مهمة مؤسسة مكافحة العمى هي تمويل الأبحاث التي توفر الوقاية، الأدوية والعلاج لأمراض انتكاسات شبكية العين بما في ذلك: التهاب الشبكية الضباغي، الضمور البقعي، متلازمة أوشر ومرض ستارغاردت وتبعاتها. هذه الأمراض الآنف ذكرها تصيب أكثر من 10 ملايين أمريكي والملايين الأخرى أيضا حول العالم
عادة ما تقود إلى نقص رهيب في الرؤية أو فقدان البصر تماما.

## الأمراض المدروسة
وفرت المؤسسة مجموعة من العلماء المختصين في هذا المجال للعديد من المؤسسات الطبية حول العالم لإدارة الأبحاث لصالح المرضى المعنيين من قبل المنظمة، نذكر من هذه الأمراض: الضمور البقعي، متلازمة آشر، متلازمة بارديه-بيدل، عمى الألوان وغيرها من أمراض انتكاس الشبكية النادرة.

## المنح
توفر المؤسسة حاليا أكثر من 130 منحة، بما في ذلك تمويل وحدات من 15 مركزا. مشاريع الأبحاث الخاصة بهذه المنح تسيّر من قبل 190 محقق أبحاث لـ73 منشأة، موظفين ومراقبين في المستشفيات والجامعات.
بالإضافة إلى الأبحاث الممولة -في نفس المجال- في الولايات المتحدة الأمريكية، المنح تتمتد وتتسع عالميا لتشمل مخابر في كندا، إنجلترا، فرنسا، ألمانيا، إيطاليا، إسرائيل، الصين وهولندا.

## شركاء من أجل شبكية سليمة
من خلال مبادرة "شركاء من أجل شبكية سليمة"، المؤسسة تعمل مع مختصي شبكية العين في جميع أنحاء البلاد (الولايات المتحدة الأمريكية) لتوفير المعلومات والموارد للمرضى الآملين في الحصول على تشخيص لمرض انتكاس شبكية العين وتشعباته.

## المرجع
1. ↑   https://www.charitynavigator.org/ein/237135845. اطلع عليه بتاريخ 2022-02-04. {{استشهاد ويب}}: |url= بحاجة لعنوان (مساعدة) والوسيط |title= غير موجود أو فارغ (من ويكي بيانات) (مساعدة)
2. 1 2 3   https://www.charitynavigator.org/ein/237135845. اطلع عليه بتاريخ 2022-02-04. {{استشهاد ويب}}: |url= بحاجة لعنوان (مساعدة) والوسيط |title= غير موجود أو فارغ (من ويكي بيانات) (مساعدة)
3. ↑  Foundation Fighting Blindness - Wikipedia, the free encyclopedia

### المواقع الرسمية
- Foundation Fighting Blindness
- National Neurovision Research Institute (NNRI)
- VisionWalk
- Race to Cure Blindness